# Шерегодра
Шерегодра (устар. Шерегодро) — озеро в Новгородской области России, исток реки Ситница. Площадь — 5,6 км². Высота над уровнем моря — 167,3 м. Площадь водосборного бассейна — 403 км².
На юго-восточном берегу озера находится село Кончанское-Суворовское, где располагается усадьба-музей А. В. Суворова, в котором полководец жил с 1797 по 1799 гг. Местные жители называют озеро «Жуковское». На берегах озера произрастают сосны, находится полоса песчаных пляжей. Через озеро в СССР организовывались туристические маршруты.
Шерегодра — карстовое озеро, одно из крупнейших в Новгородской области, является особо охраняемой природной территорией (ООПТ). Вода Шерегодры через систему рек и озёр попадает в Ямницу, Удину, Уверь и Мсту.
Входит в Балтийский бассейновый округ, речной бассейн Невы, подбассейн реки Волхов.